# حور بوردومي
حور بوردومي (الاسم العلمي:Populus purdomii) هو نوع من النباتات يتبع جنس الحور من الفصيلة الصفصافية.